# Устная история

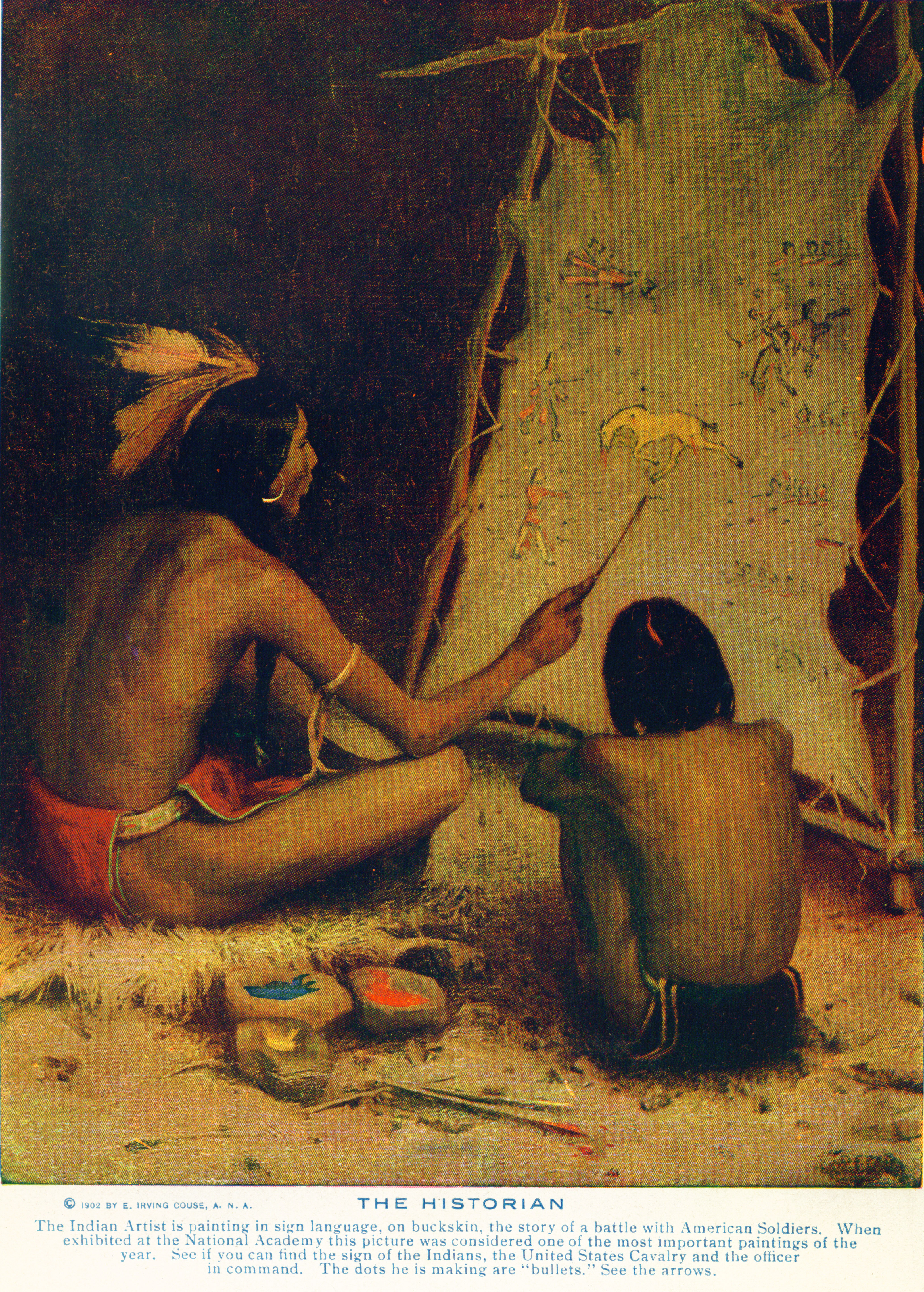
И. Каус «Историк» (1902).

У́стная исто́рия — по определению Сигурда Шмидта, «практика научно организованной устной информации участников или очевидцев событий, зафиксированной специалистами».

## История
Концепт устной истории был популяризирован в США в 1940-е годы в связи с деятельностью американского журналиста Джо Гулда (англ. Joseph Ferdinand Gould; 1886—1957), заявлявшего о своей работе над огромной книгой «Устная история нашего времени», полностью составленной из записи рассказов разных людей. В 1948 году центр устной истории был открыт при Колумбийском университете. В 1967 году была создана Ассоциация устной истории США, двумя годами позже аналогичная организация появилась в Великобритании.
Значительную роль в развитии и пропаганде метода устной истории сыграла книга английского историка Пола Томпсона «Голос прошлого» (англ. The Voice of the Past: Oral History; 1977, 3-е издание 2000). В области устной истории (oral history) в мировой историографии классическими считаются работы А.Портелли, А.Хейли, Я. Вансина, Д. Берто, Л. Нитхаммер, Л. Пассерини и многих других ученых.
В России одним из первых устных историков можно считать доцента филологического факультета МГУ В. Д. Дувакина (1909—1982), который делал свои записи, беседуя с людьми, знавшими поэта В. В. Маяковского. Впоследствии тематика записей значительно расширилась: он записал на магнитную плёнку беседы с более чем 800 респондентами о профессорах МГУ, их работе в университете, научной жизни. В 1991 году на основе его коллекций в структуре Научной библиотеки МГУ был создан отдел устной истории, а в 2010 году сотрудниками отдела был создан фонд развития гуманитарных исследований «Устная история».
С конца 1980-х годых в России происходит активизация исследований в области устной истории. Создается клуб Устной истории при Московском государственном историко-архивном институте, в 1989 г. возникает Общество устной истории. Среди новых востребованных сюжетов устной истории в 1990-е годы — история крестьянства, коллективизации, ГУЛАГа. В 1990-е — 2000-е гг. постепенно происходит институализация устной истории как отрасли исторической науки. В числе ведущих научных центров российской историографии 2000—2010 гг. в области устной истории можно отметить Алтайский государственный педагогический университет, Европейский университет в Санкт-Петербурге, Московский государственный университет и другие. Ведущим предметом исследований в области устной истории в России в эти десятилетия является сбор, обработка и анализ интервью/записей воспоминаний о Великой Отечественной войне. Примером такой научно-исследовательской работы в области устной истории является создание коллекции интервью с ветеранами Великой Отечественной войны в рамках интернет-проекта А. В. Драбкина «Я помню» и серии книг «Я дрался…» Материалы устной истории в последние десятилетия рассматриваются как один из важнейших источников исследования малых народов, и активно используются этнографами и социальными антропологами. См, например, об исследовании этнической истории цыган. Как и в мировой историографии, в России научная деятельность в области устной истории тесно связана с полем исследований исторической памяти (memory studies).
В марте 2017 года в АНО «Экономическая летопись» были переданы аудиоархивы архивиста Г. Юдинковой и историка A. B. Oстpoвcкoгo. В него входят 155 аудиокассет с интервью, взятыми у 100 известных политических государственных деятелей СССР, взятых с конца 1980-х до начала 2000-х годов.